# 虹乃有禾
虹乃 有禾（にじの ゆか、6月27日 - ）は、日本の漫画家。兵庫県出身。血液型B型。デビュー作は『ヤンキーと青春計画』。デビュー前のペンネームは有実 諒（ゆうみ りょう）。

## 略歴
- 高校生で初投稿[3]。
- 2010年 - 第71回マーガレットNEWまんがゼミナールにおいて、30作目の投稿作である『ヤンキーと青春計画』で入選受賞しデビュー[4]。投稿期間は11年2ヶ月に及んだ[2]。

## 作品リスト
全て集英社、マーガレットコミックスから刊行されている。
- 命みじかし、恋せよ不良少年!（2013年9月25日発売[5]、『マーガレット』2013年7号別冊ふろく『新連載 争奪バトル!』[注 1][6]、12号[7] - 18号、ISBN 978-4-08-845099-5）
- キスで誓約[注 2]（2014年 - 2015年、全2巻）
  1. 2014年10月24日発売[8]、『マーガレット』2014年13号[9] - 18号、ISBN 978-4-08-845284-5
  2. 2015年1月23日発売[10]、『マーガレット』2014年19号 - 2015年1号[11]、ISBN 978-4-08-845329-3
    - キスで誓約〜初恋の前〜（描きおろし）

### 単行本未収録作品
- ヤンキーと青春計画（『ザ マーガレット』2011年1月号、デビュー作）
- となりのマイペース（『マーガレット』2011年9号別冊ふろく『Margaret Premium Show Case』）
- ドラマチックヒーロー（『ザ マーガレット』2011年12月号）
- 寒がりと手のひら（『マーガレット』2012年2号）
- たとえ地球の裏側でも（『ザ マーガレット』2012年2月号）
- 恋せよ不良少年（『マーガレット』2012年24号）
- ヒロインの裏事情[12]（『ザ マーガレット』2014年2月号）
- 初恋リンク[13][14][15]（『マーガレット』2015年3・4合併号）
- 夜露死苦ブルースプリング[16]（『ザ マーガレット』2016年4月号）
- Magic[17]（『ザ マーガレット』2018年2月号）

## 関連人物
- ふじつか雪[2] - アシスタント先